# Cyclodictyon albicaule
Cyclodictyon albicaule là một loài rêu trong họ Pilotrichaceae. Loài này được (Schimp. ex Besch.) Kuntze mô tả khoa học đầu tiên năm 1891.